# Campeonato Mundial de Patinação Artística no Gelo de 1983
O Campeonato Mundial de Patinação Artística no Gelo de 1983 foi a septuagésima terceira edição do Campeonato Mundial de Patinação Artística no Gelo, um evento anual de patinação artística no gelo organizado pela União Internacional de Patinação (em inglês:  International Skating Union) onde os patinadores artísticos competem pelo título de campeão mundial. A competição foi disputada entre os dias 8 de março e 13 de março, na cidade de Helsinque, Finlândia.

## Eventos
- Individual masculino
- Individual feminino
- Duplas
- Dança no gelo

## Medalhistas
| Evento                        | Ouro                                           | Prata                                                 | Bronze                                           |
| Individual masculino detalhes | Scott Hamilton · Estados Unidos                | Norbert Schramm · Alemanha Ocidental                  | Brian Orser · Canadá                             |
| Individual feminino detalhes  | Rosalynn Sumners · Estados Unidos              | Claudia Leistner · Alemanha Ocidental                 | Elena Vodorezova · União Soviética               |
| Duplas detalhes               | Elena Valova · Oleg Vasiliev · União Soviética | Sabine Baeß · Tassilo Thierbach · Alemanha Oriental   | Barbara Underhill · Paul Martini · Canadá        |
| Dança no gelo detalhes        | Jayne Torvill · Christopher Dean · Reino Unido | Natalia Bestemianova · Andrei Bukin · União Soviética | Judy Blumberg · Michael Seibert · Estados Unidos |

## Resultados

### Individual masculino
| Pos.              | Nome                   | Nacionalidade      | Pontos |
| ----------------- | ---------------------- | ------------------ | ------ |
| Medalha de ouro   | Scott Hamilton         | Estados Unidos     | 2.6    |
| Medalha de prata  | Norbert Schramm        | Alemanha Ocidental | 6.6    |
| Medalha de bronze | Brian Orser            | Canadá             | 7.6    |
| 4                 | Alexander Fadeev       | União Soviética    | 9.2    |
| 5                 | Jean-Christophe Simond | França             | 9.8    |
| 6                 | Jozef Sabovčík         | Tchecoslováquia    | 10.4   |
| 7                 | Brian Boitano          | Estados Unidos     | 14.2   |
| 8                 | Heiko Fischer          | Alemanha Ocidental | 15.2   |
| 9                 | Vladimir Kotin         | União Soviética    | 16.6   |
| 10                | Rudi Cerne             | Alemanha Ocidental | 18.4   |
| 11                | Laurent Depouilly      | França             | 23.4   |
| 12                | Falko Kirsten          | Alemanha Oriental  | 24.4   |
| 13                | Gary Beacom            | Canadá             | 27.4   |
| 14                | Mark Cockerell         | Estados Unidos     | 29.2   |
| 15                | Lars Åkesson           | Suécia             | 30.4   |
| 16                | Miljan Begović         | Iugoslávia         | 31.0   |
| 17                | Masaru Ogawa           | Japão              | 31.6   |
| 18                | Shinji Someya          | Japão              | 35.8   |
| 19                | Thomas Hlavik          | Áustria            | 37.2   |
| 20                | Mark Pepperday         | Reino Unido        | 40.2   |
| 21                | Cameron Medhurst       | Austrália          | 41.0   |
| 22                | Fernando Soria         | Espanha            | 44.0   |

### Individual feminino
| Pos.              | Nome               | Nacionalidade      | Pontos |
| ----------------- | ------------------ | ------------------ | ------ |
| Medalha de ouro   | Rosalynn Sumners   | Estados Unidos     | 3.2    |
| Medalha de prata  | Claudia Leistner   | Alemanha Ocidental | 6.8    |
| Medalha de bronze | Elena Vodorezova   | União Soviética    | 7.0    |
| 4                 | Katarina Witt      | Alemanha Oriental  | 7.2    |
| 5                 | Anna Kondrashova   | União Soviética    | 12.4   |
| 6                 | Kristiina Wegelius | Finlândia          | 13.8   |
| 7                 | Kay Thomson        | Canadá             | 14.0   |
| 8                 | Manuela Ruben      | Alemanha Ocidental | 16.2   |
| 9                 | Tiffany Chin       | Estados Unidos     | 17.8   |
| 10                | Sandra Cariboni    | Suíça              | 20.8   |
| 11                | Janina Wirth       | Alemanha Oriental  | 21.8   |
| 12                | Charlene Wong      | Canadá             | 22.0   |
| 13                | Sanda Dubravčić    | Iugoslávia         | 30.6   |
| 14                | Sonja Stanek       | Áustria            | 26.8   |
| 15                | Katrien Pauwels    | Bélgica            | 30.2   |
| Seção B           |                    |                    |        |
| 16                | Karin Telser       | Itália             | 20.4   |
| 17                | Catarina Lindgren  | Suécia             | 21.8   |
| 18                | Juri Ozawa         | Japão              | 22.6   |
| 19                | Susan Jackson      | Reino Unido        | 22.6   |
| 20                | Hanne Gamborg      | Dinamarca          | 25.0   |
| 21                | Elise Ahonen       | Finlândia          | 26.0   |
| 22                | Li Scha Wang       | Países Baixos      | 28.2   |
| 23                | Alison Southwood   | Reino Unido        | 28.4   |
| 24                | Béatrice Farinacci | França             | 28.8   |
| 25                | Susanne Gschwend   | Áustria            | 34.2   |
| 26                | Vicki Holland      | Austrália          | 35.0   |
| 27                | Rosario Esteban    | Espanha            | 38.8   |
| WD                | Hye Kyung Lim      | Coreia do Sul      | ─      |
| WD                | Elaine Zayak       | Estados Unidos     | ─      |

### Duplas
| Pos.              | Nome                                 | Nacionalidade      | Pontos |
| ----------------- | ------------------------------------ | ------------------ | ------ |
| Medalha de ouro   | Elena Valova / Oleg Vasiliev         | União Soviética    | 1.8    |
| Medalha de prata  | Sabine Baeß / Tassilo Thierbach      | Alemanha Oriental  | 2.4    |
| Medalha de bronze | Barbara Underhill / Paul Martini     | Canadá             | 4.2    |
| 4                 | Kitty Carruthers / Peter Carruthers  | Estados Unidos     | 6.0    |
| 5                 | Veronika Pershina / Marat Akbarov    | União Soviética    | 7.4    |
| 6                 | Marina Pestova / Stanislav Leonovich | União Soviética    | 8.6    |
| 7                 | Lea Ann Miller / William Fauver      | Estados Unidos     | 9.2    |
| 8                 | Birgit Lorenz / Knut Schubert        | Alemanha Oriental  | 9.8    |
| 9                 | Cynthia Coull / Mark Rowsom          | Canadá             | 12.6   |
| 10                | Katherina Matousek / Lloyd Eisler    | Canadá             | 14.0   |
| 11                | Jill Watson / Burt Lancon            | Estados Unidos     | 15.4   |
| 12                | Babette Preußler / Torsten Ohlow     | Alemanha Oriental  | 16.8   |
| 13                | Susan Garland / Ian Jenkins          | Reino Unido        | 18.6   |
| 14                | Toshimi Ito / Takashi Mura           | Japão              | 19.2   |
| 15                | Jana Havlová / René Novotný          | Tchecoslováquia    | 21.0   |
| 16                | Claudia Massari / Leonardo Azzola    | Alemanha Ocidental | 22.4   |
| 17                | Maija Pekkala / Pekka Pekkala        | Finlândia          | 23.8   |

### Dança no gelo
| Pos.              | Nome                                  | Nacionalidade      | Pontos |
| ----------------- | ------------------------------------- | ------------------ | ------ |
| Medalha de ouro   | Jayne Torvill / Christopher Dean      | Reino Unido        | 2.0    |
| Medalha de prata  | Natalia Bestemianova / Andrei Bukin   | União Soviética    | 5.0    |
| Medalha de bronze | Judy Blumberg / Michael Seibert       | Estados Unidos     | 5.0    |
| 4                 | Olga Volozhinskaya / Alexander Svinin | União Soviética    | 8.6    |
| 5                 | Karen Barber / Nicholas Slater        | Reino Unido        | 10.6   |
| 6                 | Tracy Wilson / Robert McCall          | Canadá             | 12.2   |
| 7                 | Elisa Spitz / Scott Gregory           | Estados Unidos     | 13.0   |
| 8                 | Elena Batanova / Alexei Soloviev      | União Soviética    | 15.6   |
| 9                 | Petra Born / Rainer Schönborn         | Alemanha Ocidental | 18.6   |
| 10                | Kelly Johnson / John Thomas           | Canadá             | 22.2   |
| 11                | Isabella Micheli / Roberto Pelizzola  | Itália             | 22.2   |
| 12                | Wendy Sessions / Stephen Williams     | Reino Unido        | 23.4   |
| 13                | Judit Péterfy / Csaba Bálint          | Hungria            | 27.0   |
| 14                | Noriko Sato / Tadayuki Takahashi      | Japão              | 28.2   |
| 15                | Marianne von Bommel / Wayne Deweyert  | Países Baixos      | 30.6   |
| 16                | Kathrin Beck / Christoff Beck         | Áustria            | 32.6   |
| 17                | Claudia Schmidlin / Daniel Schmidlin  | Suíça              | 34.6   |
| 18                | Hristina Boyanova / Javor Ivanov      | Bulgária           | 36.6   |
| WD                | Nathalie Herve / Pierre Bechu         | França             | ─      |

## Quadro de medalhas
| Ordem | País               | Medalha de ouro | Medalha de prata | Medalha de bronze |    | Ordem por total |
| ----- | ------------------ | --------------- | ---------------- | ----------------- | -- | --------------- |
| 1     | Estados Unidos     | 2               |                  | 1                 | 3  | 1               |
| 2     | União Soviética    | 1               | 1                | 1                 | 3  | 1               |
| 3     | Reino Unido        | 1               |                  |                   | 1  | 5               |
| 4     | Alemanha Ocidental |                 | 2                |                   | 2  | 3               |
| 5     | Alemanha Oriental  |                 | 1                |                   | 1  | 5               |
| 6     | Canadá             |                 |                  | 2                 | 2  | 3               |
| TOTAL | TOTAL              | 4               | 4                | 4                 | 12 | —               |